# Калиновка (Акмолинская область)
Кали́новка (каз. Калиновка) — село в Атбасарском районе Акмолинской области Казахстана. Входит в состав Ярославского сельского округа. Код КАТО — 113867300.

## География
Село расположено на берегу реки Ишим, в центральной части района, на расстоянии примерно 17 километров (по прямой) к юго-востоку от административного центра района — города Атбасар, в 7 километрах к востоку от административного центра сельского округа — села Тимашевка.
Абсолютная высота — 276 метров над уровнем моря.
Ближайшие населённые пункты: село Родионовка — на западе, село Тельмана — на северо-востоке.

## Население
В 1989 году население села составляло 453 человек (из них казахи — 53 %).
По данным 1999 года, в селе не было постоянного населения. По данным переписи 2009 года, в селе проживало 306 человек (156 мужчин и 150 женщин).
| Численность населения | Численность населения |
| 1989                  | 2009                  |
| --------------------- | --------------------- |
| 453                   | ↘306                  |

## Улицы
- ул. Енбек
- ул. Жагалау
- ул. Жастар